# Munírih Khánum
Munírih Khánum, in persiano فاطمه خانم, al secolo Fátimih Nahrí (1848 – 28 aprile 1938), è stata la moglie di 'Abdu'l-Bahá, il figlio di Bahá'u'lláh, il fondatore della religione bahai.
Il nome Munírih le fu dato da Baha'u'lláh, nome con cui è comunemente nota tra i Bahai.
Munírih nacque mentre suo padre e suo zio, Mírzá Hádíy-i-Nahrí, si trovavano alla Conferenza di Badasht; questa circostanza rende incerto il mese della sua nascita.

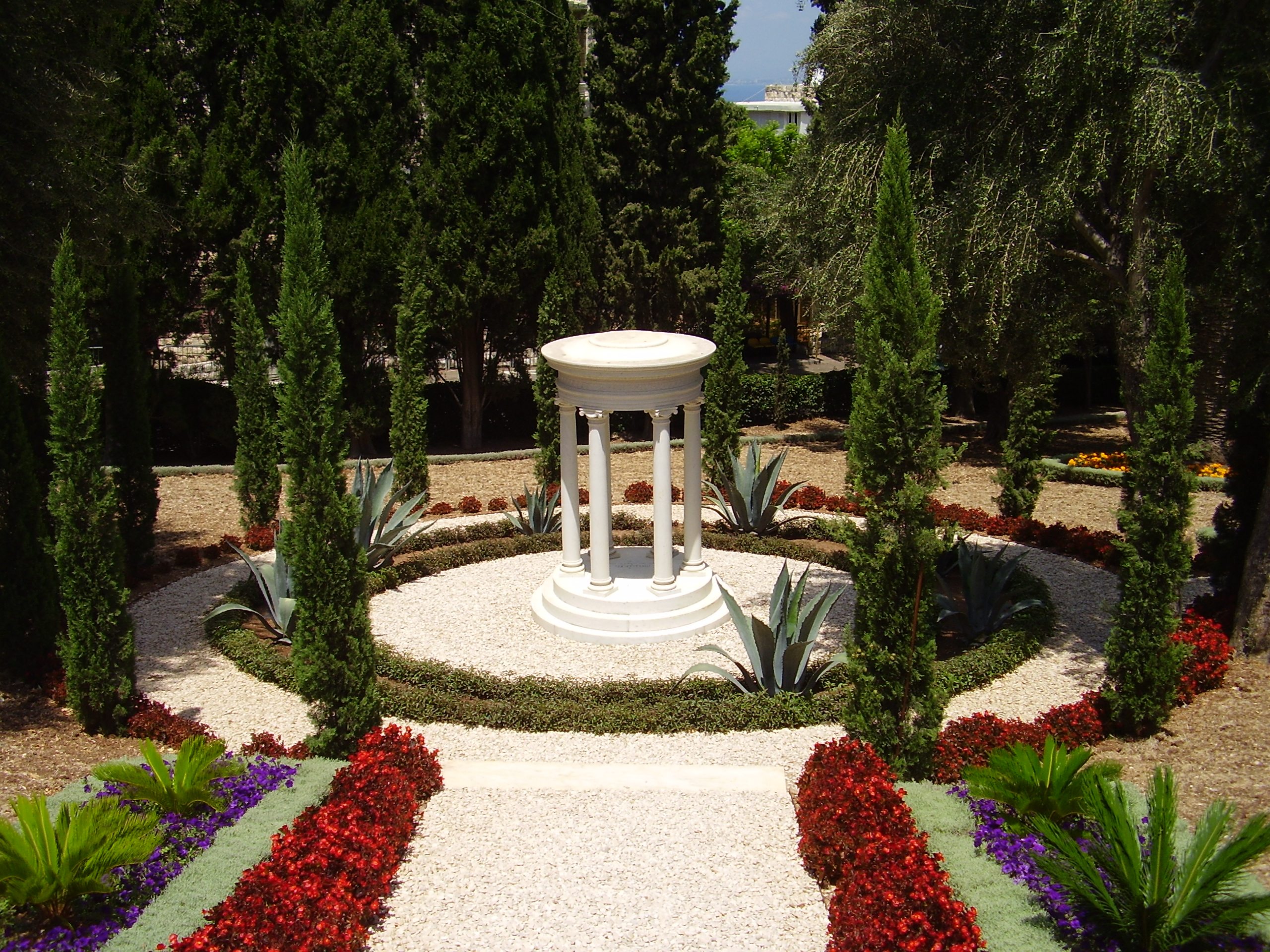
Tomba di Munírih Khánum presso il Centro Mondiale Bahai

Altre fonti attestano la sua nascita come avvenuta tra il 1846 e il 1847.

## Biografia
Munírih Khánum era la figlia di Mírzá Muhammad `Alíy-i-Nahrí, un eminente seguace del Bábismo prima e della fede bahai poi.
Nata in una famiglia dell'aristocrazia persiana, trascorse la sua giovinezza a Isfahan, nell'attuale Iran.
Giovane donna, Munírih Khánum, era predestinata a un buon matrimonio nell'ambito delle famiglie bahai.

### Primo matrimonio
Pochi anni dopo la morte del padre la sua famiglia predispose, secondo le consuetudini del tempo e del paese, il suo matrimonio con Mírzá Kázim, il più giovane dei fratelli bahai Núrayn-i-Nayyirayn, che a causa del loro credo sarebbero stati decapitati a Isfahan.
Munírih Khánum acconsentì al matrimonio per le forti pressioni della famiglia, ma con riluttanza.
Il giorno del matrimonio, tuttavia, Mírzá Kázim la evitò e la prima notte di nozze, tra la costernazione delle famiglie, non le rese visita: sei mesi più tardi Mírzá Kázim morì improvvisamente.
Munírih Khánum rimase nella casa del marito fino alla sua morte ma senza mai incontrarlo.
Il matrimonio non fu consumato e, da vedova, Munírih Khánum si sentiva umiliata e si ritirò in una riservatezza quasi da reclusa dedicandosi alla preghiera e alla meditazione.

### Secondo matrimonio
Nel 1871 Bahá'u'lláh e sua moglie Ásíyih Khánum espressero il desiderio che diventasse la moglie del proprio figlio `Abdu'l-Bahá e che si trasferisse ad Acri, in Palestina.
`Abdu'l-Bahá e Munírih Khánum si sposarono nella casa di `Abbúd, l'8 marzo 1873.
Munírih Khánum e `Abdu'l-Bahá ebbero nove figli, quattro dei quali, tutte femmine, sopravvissero all'infanzia.
Munírih Khánum morì il 28 aprile 1938, il suo corpo è sepolto nei giardini monumentali del Centro Mondiale Bahai.